# Glassboro
Glassboro est une ville  du New Jersey, aux États-Unis. Elle fait partie du comté de Gloucester.